# Kaveh Rezaei
Kaveh Rezaei (en persa: کاوه رضایی‎; Eslamabad-e Gharb, Kermanshah, 5 de abril de 1992) es un futbolista iraní que juega en la demarcación de delantero para el Sepahan S. C. de la Iran Pro League.

## Selección nacional
Tras jugar con la selección de fútbol sub-17 de Irán, selección de fútbol sub-20 de Irán y con la selección de fútbol sub-23 de Irán, finalmente el 8 de septiembre de 2015 hizo su debut con la selección absoluta en un encuentro contra la India que finalizó con un resultado de 0-3 a favor del combinado iraní tras los goles de Andranik Teymourian, Sardar Azmoun y Mehdi Taremi. Además llegó a disputar cuatro partidos de la clasificación para la Copa Mundial de Fútbol de 2018.

### Goles internacionales
| N° | Fecha                   | Estadio                                                      | Oponente             | Gol  | Resultado | Competición                        |
| -- | ----------------------- | ------------------------------------------------------------ | -------------------- | ---- | --------- | ---------------------------------- |
| 1  | 17 de marzo de 2018     | Estadio Azadi, Teherán, Irán                                 | Sierra Leona         | 3–0  | 4-0       | Amistoso                           |
| 2  | 12 de noviembre de 2020 | Estadio Asim Ferhatović Hase, Sarajevo, Bosnia y Herzegovina | Bosnia y Herzegovina | 0-1  | 0-2       | Amistoso                           |
| 3  | 11 de junio de 2021     | Estadio Nacional de Baréin, Riffa, Baréin                    | Camboya              | 0-8  | 0-10      | Clasificación para el Mundial 2022 |
| 4  | 11 de junio de 2021     | Estadio Nacional de Baréin, Riffa, Baréin                    | Camboya              | 0-10 | 0-10      | Clasificación para el Mundial 2022 |

## Clubes
| Club                           | País    | Año       | Partidos | Goles |
| ------------------------------ | ------- | --------- | -------- | ----- |
| Foolad F. C.                   | Irán    | 2009-2012 | 35       | 1     |
| Saipa F. C.                    | Irán    | 2012-2014 | 72       | 13    |
| Zob Ahan F. C.                 | Irán    | 2014-2016 | 45       | 14    |
| Esteghlal F. C.                | Irán    | 2016-2017 | 40       | 13    |
| Royal Charleroi S. C.          | Bélgica | 2017-2018 | 45       | 19    |
| Club Brujas                    | Bélgica | 2018-2019 | 14       | 1     |
| Royal Charleroi S. C. (cedido) | Bélgica | 2019-2021 | 54       | 22    |
| Oud-Heverlee Leuven            | Bélgica | 2021-2022 | 14       | 0     |
| Tractor S. C.                  | Irán    | 2022-2023 | 7        | 2     |
| Sepahan S. C.                  | Irán    | 2023-     | 57       | 12    |

## Palmarés

### Campeonatos nacionales
| Título     | Club           | País | Año  |
| ---------- | -------------- | ---- | ---- |
| Copa Hazfi | Zob Ahan F. C. | Irán | 2015 |
| Copa Hazfi | Zob Ahan F. C. | Irán | 2016 |

### Campeonatos internacionales
| Título                      | Club                               | Sede       | Año  |
| --------------------------- | ---------------------------------- | ---------- | ---- |
| Campeonato Sub-16 de la AFC | Selección de fútbol sub-17 de Irán | Uzbekistán | 2008 |